# Doppelganggrab von Pillemark

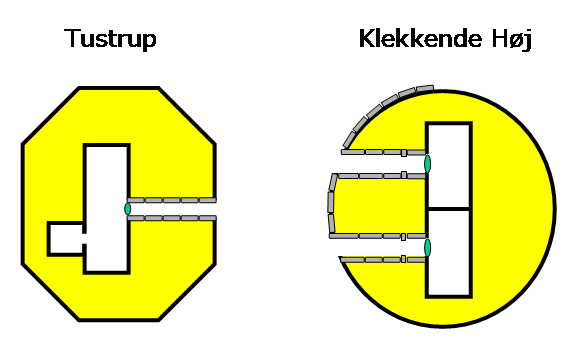
Schema Doppelganggrab rechts

Das Ost-West orientierte Doppelganggrab von Pillemark (auch Pølmårk) liegt in einem etwa 3,0 m hohen ovalen Hügel von 22 × 15 m Durchmesser, bei Tranebjerg auf der dänischen Insel Samsø. Das Doppelganggrab (dänisch: Dobbelt- oder Tvillingejættestuen) stammt aus der Jungsteinzeit etwa 3500–2800 v. Chr. und ist eine Megalithanlage der Trichterbecherkultur (TBK). Es ist eines von 14 Ganggräbern auf Samsø. 
Die etwa 4,0 × 2,0 m messende Westkammer hat neun Tragsteine: je drei im Norden und Süden, zwei im Westen und einen in der Trennwand in Osten. Über den Tragsteinen befinden sich Lagen eingefügter Steine, so dass die Kammer 1,7 m hoch ist. 
Die nur 2,5 × 2,0 m messende Ostkammer hat sieben Tragsteine, über denen sich Lagen eingefügter Steine befinden, so dass die Kammer 1,6 m hoch ist. Im Süden liegt ein etwa 5,0 m langer Gang mit drei erhaltenen Tragsteine. Im südlichen Teil des Hügels liegen auch mehrere große Steine.
In der Nähe liegen der „Janes høj“, ein Rundhügel von 6,5 m Durchmesser und einen Meter Höhe. Erhalten sind neun Randsteine und die Nord-Süd orientierte Kammer eines Ganggrabes mit acht Tragsteinen und einem erhaltenen Deckstein und das Doppelganggrab von Rævebakken. 